# Дисковський Михайло Григорович
Диско́вський Миха́йло Григо́рович (справжнє прізвище — Диск) (нар. 1888 (1890?) — † ?) — український і російський оперний режисер і балетмейстер єврейського походження. Прихильник конструктивізму в опері й перекладів лібрето опер. Найкращий період його діяльності був у Києві в кінці 1920-х — на початку 1930-х років.

## Життєпис
Режисерську і балетмейстерську діяльність розпочав у московських театрах-кабаре.
Поставив на сцені Київської опери балети «Лебедине озеро» П. Чайковського, «Іспанське капричіо» на музику М. Римського-Корсакова, «Ніч на Лисій горі» (1926), «Червоний мак» Р. Ґлієра (1928), танці в операх «Орлиний бунт» А. Пащенка (1926), «Кармен» Ж. Бізе, «Пікова дама» П. Чайковського, «Фавст» Ш. Ґуно (1927).

## Інші постановки
- «Тангейзер» Р. Вагнера
- «Нерон» А. Рубінштейна (1924)[4]
- «Коппелія» Л. Деліба (1928)
- «Дон Кіхот» Р. Штрауса (1928)
- «Казка про блазня, який сімох блазнів перехитрив» С. Прокоф'єва (1928)
- «Джонні награє» Е. Кшенека (1929)
- «Перший кандидат» О. Жарова, М. Полікарпова[5] (1930, Київський ТЕМАФ)
- «На порядку денному» В. Суходольського (1930, Київський ТЕМАФ)